# Phyllophaga martiana
Phyllophaga martiana är en skalbaggsart som beskrevs av Saylor 1943. Phyllophaga martiana ingår i släktet Phyllophaga och familjen Melolonthidae. Inga underarter finns listade i Catalogue of Life.